# Nildoh
Nildoh é uma vila no distrito de Nagpur, no estado indiano de Maharashtra.

## Demografia
Segundo o censo de 2001, Nildoh tinha uma população de 15,375 habitantes. Os indivíduos do sexo masculino constituem 56% da população e os do sexo feminino 44%. Nildoh tem uma taxa de literacia de 72%, superior à média nacional de 59.5%: a literacia no sexo masculino é de 78% e no sexo feminino é de 64%. Em Nildoh, 18% da população está abaixo dos 6 anos de idade.